# Sdoba
La sdoba (dal russo cдоба, "sdoba", in tedesco Plunderteig) è un ingrediente base per la preparazione di impasti utilizzato per arricchire il sapore e il valore nutrizionale dei prodotti. La quantità di sdoba presente nell’impasto determina il tipo di prodotto da forno.
L'otsdobka è il processo per il quale aggiungendo all’impasto altri ingredienti durante la lievitazione si ottiene un prodotto dal sapore particolare.
L'impasto della sdoba contiene zucchero e grassi in quantità non inferiore al 14% rispetto al peso della farina: può essere con lievito o azzimo (senza lievito). 
La sdoba può contenere: 
- latte e latticini;
- grassi: si utilizzano grassi precedentemente ammorbiditi come: olio di oliva, burro, margarina o surrogati. Per la preparazione di torte e altri prodotti da forno, i grassi solidi possono sostituire gli agenti lievitanti se sbattuti con zucchero;
- uova, uova sbattute, ovoprodotti in polvere (l’albume d’uovo ha proprietà lievitanti se sbattuto, per questo le uova e gli ovoprodotti conferiscono volume all’impasto;
- uvetta, frutta secca a guscio, frutta secca, semi, spezie e altri aromi sono altri ingredienti che si possono aggiungere all’impasto per ottenere sapori più ricercati;
- zucchero: conferisce il gusto dolce ed è essenziale per la lievitazione. La sua quantità determina il colore della crosta. Si può anche utilizzare il miele, la melassa e altri composti zuccherini.